# Мийо (виконтство)

Виконтство Мийо на карте южной Франции

Виконтство Мийо (фр. Vicomté de Millau) — феодальное владение на юге Франции, располагавшееся на территории графства Руэрг и впоследствии объединившееся с графством Родез, правители которого первоначально использовали титул виконтов Мийо.

## История
Бернар I, предположительно виконт Руэрга, передал свои владения в 920/932 году единственному сыну Бернару II (895—936), старший сын которого, Беренгер I, стал первым виконтом Мийо, тогда как младший сын, Бернар III (ум. после 937), стал виконтом Жеводана и основателем Жеводанской ветви дома де Мийо. 
Наследником Беренгера I был Ришар I (ум. ок. 28 июля 1013/1023). Сын последнего Ришар II (ум. 1050) и его потомки упоминаются также как виконты Жеводана, хотя в то время там правил виконт Бернар III, а затем его потомки. Вероятно, виконты Мийо правили только частью виконтства Жеводан.
Сын Ришара II Беренгер II (ум. 1080/5 января 1097) был женат на Адели, виконтессе Карлата. Через неё старший сын Беренгера, Жильбер, стал виконтом части Карлата; он также был виконтом Мийо и графом Жеводана. Он был женат на Герберге, графине Прованса, и дальнейшие наследники Жильбера носили этот титул, однако они не получили права на виконтство Мийо.
Другой сын Беренгера II, Ришар III, независимо от брата Жильбера обладал виконтством Мийо. Он был назначен Раймундом де Сен-Жилем виконтом Родеза и впоследствии объявил себя графом Родеза. Его потомки носили титулы «виконт Мийо» и «граф Родеза».

## Список виконтов Мийо
Дом де Мийо (до декабря 937 — до 1135)
- ?—? : Беренгер I (ум. после 937), виконт Мийо и Родеза
- ?—1013/1023 : Ришар I (ум. ок. 28 июля 1013/1023), виконт Мийо и Родеза

супруга — Синегонда, дочь Гильома II, виконта Безье
- 1013/1023—1050 : Ришар II (ум. 1050), виконт Мийо и Родеза с 1023, сын предыдущего

супруга — Рихильда, дочь Беренгара, виконта Нарбонны
- 1050—1080/1097 : Беренгер II, виконт Мийо и Родеза с 1050, сын предыдущего

супруга — Адела, дочь Гилберта III, виконта Карлата
- 1080/1097—1110/1112 : Жильбер (уб. 1110/1112), виконт Жеводана, граф Жеводана, виконт Мийо, Родеза, Лодева и Карлата, сын предыдущего

супруга — Герберга, графиня Прованса
- 1080/1097—до 1135 : Ришар III (ум. до 1135), виконт Мийо, граф Родеза, брат предыдущего
- О дальнейших виконтах Мийо см. список графов Родеза